# Bromma kontrakt
Bromma kontrakt var ett kontrakt inom Svenska kyrkan i Stockholms stift. Det upphörde 31 december 1994

## Administrativ historik
Kontraktet bildades 1962 av
från Svartsjö kontrakt
- Bromma församling som vid upplösningen 1995 överfördes till Birka kontrakt
- Essinge församling som vid upplösningen 1995 överfördes till Domkyrkokontraktet
- Västerleds församling som vid upplösningen 1995 överfördes till Birka kontrakt

från Roslags västra kontrakt
- Spånga församling som vid upplösningen 1995 överfördes till Spånga kontrakt

samtidigt bildades
- Hässelby församling som vid upplösningen 1995 överfördes till Spånga kontrakt

1974 bildades
- Vällingby församling som vid upplösningen 1995 överfördes till Spånga kontrakt

1980 bildades
- Kista församling som vid upplösningen 1995 överfördes till Spånga kontrakt

## Kontraktsprostar
| Ämbetstid | Namn              | Levnadstid | Kommentarer                      |
| --------- | ----------------- | ---------- | -------------------------------- |
| 1959–1979 | Bengt Collste     | 1913–      | Kyrkoherde i Bromma församling.  |
| 1983–1984 | Elisabeth Olander | 1930–      | Komminister i Spånga församling. |